# Liste des sénateurs belges (législature 1921-1925)
Pour les articles homonymes, voir Liste des sénateurs belges.

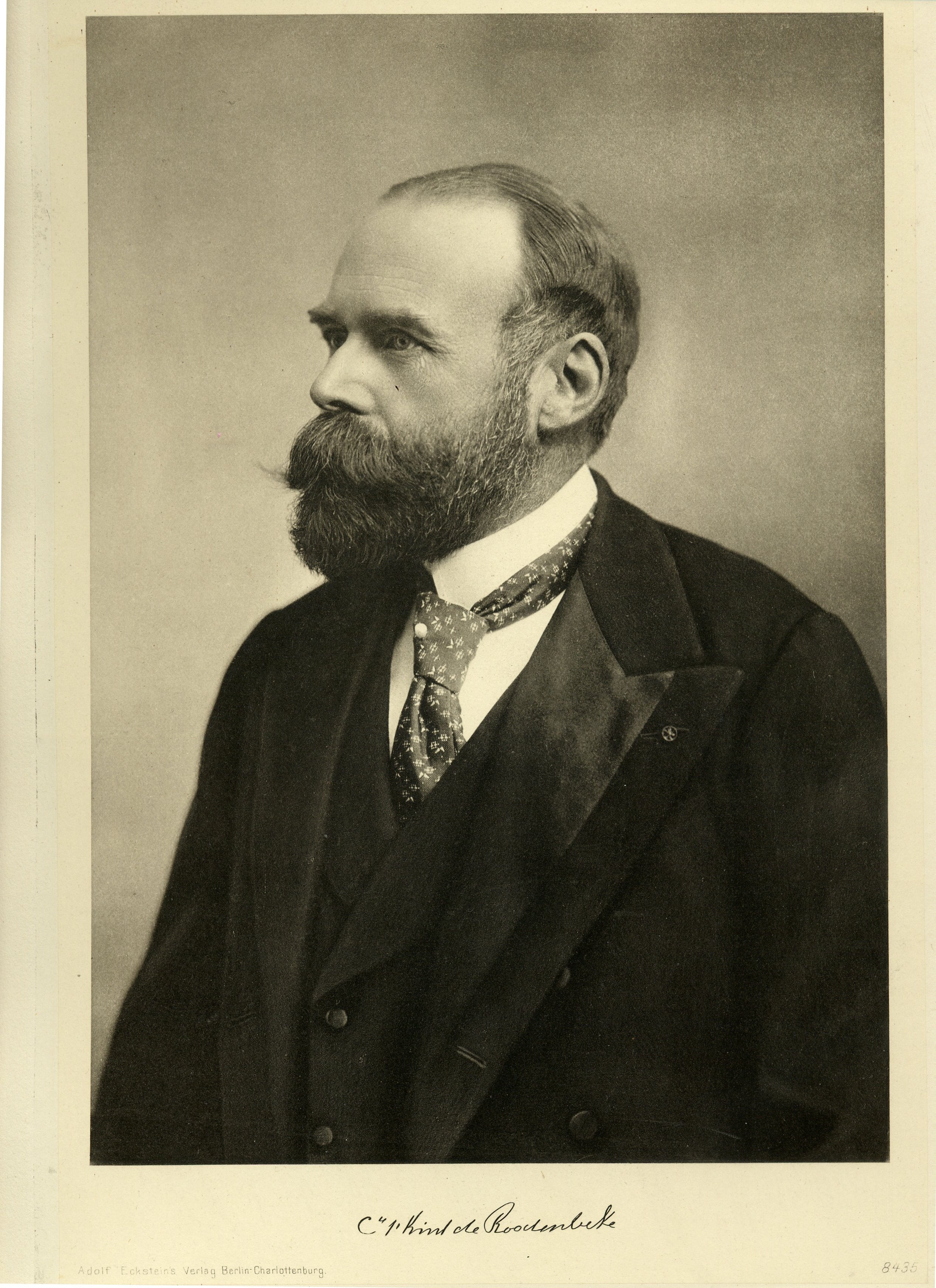
Le comte Arnold T'Kint, président du Sénat

Liste des sénateurs pour la législature 1921-25 en Belgique, à la suite des élections législatives par ordre alphabétique.

## Président
- Arnold t'Kint de Roodenbeke (14.11.22) remplace Paul de Favereau

## Membres

### De droit
- S.A.R. Mgr le Prince Léopold de Belgique

### Élus
1. Joseph Baeck (arr. Bruxelles; socialiste)
2. Lucien Beauduin (arr. Louvain)
3. chevalier Gaston Behaghel de Bueren (arr. Audenarde-Alost; catholique)
4. Vicomte Paul Berryer (arr. Liège; catholique)
5. Conrad Braun (arr. Bruxelles; catholique)
6. Arthur Brijs (arr. Anvers; socialiste) (+ 19.11.1924)
7. Emile Calonne (arr.Tournai-Ath; socialiste)
8. Albert Carnoy (arr. Bruxelles; catholique)
9. Henri Carton de Tournai (arr.Tournai-Ath; catholique)
10. Paul Cartuyvels (arr. Hasselt-Tongres-Maaseik; catholique)
11. Emile Coppieters (arr.Gand-Eeklo; socialiste) (+15.9.1922) remplacé par Charles Hannick
12. Georges Cornet d'Elzius de Peissant (arr. Hasselt-Tongres-Maaseik; catholique)
13. Georges Croquet (arr. Charleroi-Thuin; libéral)
14. Jacques Daems (arr. Malines-Turnhout; socialiste)
15. Remy Damas (arr. Liège; socialiste)
16. Camille De Bast (arr.Gand-Eeklo; libéral)
17. Joseph De Blieck, questeur (arr. Audenarde-Alost; libéral)
18. comte Louis de Brouchoven de Bergeyck(arr. Termonde-Saint-Nicolas; catholique)
19. baron Edgar de Kerchove d'Ousselghem (arr. Gand-Eeklo; catholique)
20. Louis de Lausnay (arr. Termonde-Saint-Nicolas)
21. Henri Delor (arr. Nivelles; socialiste) (démission en 1924) remplacé par Gustave Génard
22. Arthur Demerbe (arr. Mons-Soignies; libéral)
23. Victor De Meulemeester (arr. Bruxelles; socialiste)
24. baron David de Mévius  (arrts de Namur; catholique)
25. baron Joseph de Moffarts (arrts du Luxembourg; catholique)
26. Demoulin (arr. Charleroi-Thuin; socialiste)
27. Guillaume-Ghislain De Nauw (arr. Audenarde-Alost; socialiste)
28. Antoine Depage (arr. Bruxelles; libéral)
29. baron Louis de Sadeleer (arr.Audenarde-Alost) (+6.5.1924) remplacé 21.05.1924 par Joseph De Clercq
30. baron Édouard Descamps (arr. Louvain; catholique)
31. baron Léon de Steenhault de Waerbeeck (arr. Bruxelles; catholique)
32. Alberic Deswarte (arr. Bruxelles; socialiste)
33. Polydore De Visch (arr.Gand-Eeklo; socialiste)
34. baron Albert d'Huart (arrts de Namur; catholique)
35. Émile Digneffe (arr. Liège; libéral)
36. Henry Disière  (arrts de Namur; socialiste)
37. Armand Du Bois (arr. Termonde-Saint-Nicolas; catholique)
38. Casimir Du Bost (arr. Bruxelles; catholique)
39. Hippolyte-Polydore Ducastel (arr. Courtrai-Ypres; socialiste)
40. baron François du Four (arr. Malines-Turnhout; catholique)
41. Jules Dufrane (arr. Mons-Soignies; socialiste)
42. Alphonse Dumon de Menten de Horne (arr. Bruges) (+ 17.06.1923) remplacé par Prosper De Cloedt
43. Georges Dupret (arr. Bruxelles; catholique)
44. Maurice Féron (arr. Bruxelles; libéral)
45. Albert François (arr. Charleroi-Thuin; socialiste)
46. baron Charles Gillès de Pélichy (arr.Roulers-Tielt)
47. Auguste Hamman (arr.Furnes-Dixmude-Ostende;catholique)
48. Valère Hénault (arr. Liège; socialiste)
49. Gabriël Hicguet (arrts de Namur; libéral)
50. Auguste Houzeau de Lehaie (arr. Charleroi-Thuin; socialiste) (+ 1922) remplacé 24.5.1922 par Vanderick
51. Alphonse Huisman-van den Nest (arr. Bruxelles; libéral)
52. marquis Pierre Imperiali (arr. Huy-Waremme)
53. Leblanc (arr. Liège; socialiste) (+ 1922) remplacé par Charles Van Belle
54. Charles Lefebvre (arr. Malines-Turnhout)
55. Albert Le Jeune (arr. Anvers)
56. Joseph Libbrecht (arr. Gand-Eeklo; catholique)
57. Armand Libioulle (arr. Charleroi-Thuin; socialiste)
58. Julien Liebaert (arr. Courtrai-Ypres)
59. Alfred Lion (arr. Huy-Waremme; socialiste)
60. Jean Mahieu (arr.Roulers-Tielt; catholique)
61. Gustave Martens (arr. Courtrai-Ypres; socialiste)
62. baron Georges Meyers (nl)  (arr. Hasselt-Tongres-Maaseik; catholique)
63. Fernand Mosselman (arr.Mons-Soignies)
64. Mousty (arr. Charleroi-Thuin; socialiste)
65. Joseph Nolf (arr. Anvers)
66. Alfred Orban de Xivry (arrts. du Luxembourg) (+16.7.1922) remplacé 18.10.1922 par Guillaume Duplicy
67. Paul Pastur (arr. Nivelles)
68. Henri Pirard  (arr. Verviers; socialiste)
69. Jacques Poelaert (arr. Bruxelles; libéral) (+ 20.01.1925)
70. Ferdinand Portmans (arr. Hasselt-Tongres-Maaseik; catholique)
71. Joseph Remouchamps (arr. Liège)
72. Gérard Rongy (arr.Namur/Dinant-Philippeville) (devient sén. prov. 24.5.1922) est remplacé par Édouard Ronvaux
73. Gustave Royers (arr. Anvers; libéral) (+ 30.3.1923)
74. baron Albéric Ruzette[1] (arr. Bruges-catholique)
75. Jules Seeliger (arr. Liège; socialiste)
76. Auguste Serruys (arr. Furnes-Dixmude-Ostende; libéral)
77. Alfred Simonis (arr. Verviers; catholique)
78. Guillaume Solau (arr. Bruxelles; socialiste)
79. Herbert Speyer (arrts. du Luxembourg; libéral)
80. Fernand Thiébaut (arr. Charleroi-Thuin; catholique)
81. comte Arnold t'Kint de Roodenbeke, 1er vice-président (arr. Gand-Eeklo; catholique)
82. Désiré Vandemoortele (arr. Louvain; socialiste)
83. Cyrille Van den Bussche  (arr.Roulers-Tielt; catholique)
84. Frédéric Van De Voorde (arr. Courtrai-Ypres) (+ 23.1.1924) remplacé 29.1.1924 par Edmond Depontieu
85. Pierre Van Fleteren (nl) (arr. Termonde-Saint-Nicolas; socialiste)
86. baron Paul van Reynegom de Buzet (arr.Malines-Turnhout)
87. Joseph Van Roosbroeck, secrétaire (arr. Malines-Turnhout; socialiste)
88. Edgar Vercruysse (arr. Anvers) (+1922) remplacé 14.6.1922 par de Meester
89. vicomte Adrien Vilain XIIII (arr. Mons-Soignies; catholique)
90. Vincent Volckaert, questeur (arr. Mons-Soignies; socialiste)
91. Wacrenier (arr. Tournai-Ath)
92. Karel Weyler (arr. Anvers; libéral)
93. Wittemans (arr. Anvers)

### Provinciaux (40)
1. Emile Allewaert
2. Albert Asou
3. Émile Baudrux
4. Léopold Beosier
5. Joseph Berger (+1924)
6. François Braffort
7. Pieter-Jan Broekx(nl)
8. Victor Carpentier
9. Jules Casterman
10. Alfred Danhier
11. baron Auguste de Becker Remy
12. comte Charles de Broqueville
13. baron Paul de Favereau, président (+26.9.1922) remplacé 26.10.1922 par comte Adolphe de Limburg-Stirum
14. chevalier Jean-Baptiste de Ghellinck d'Elseghem
15. Emile Delannoy, secrétaire
16. baron Hermann della Faille d'Huysse (+1.11.1922) remplacé par Gustaaf Eylenbosch
17. Alberic de Pierpont Surmont de Volsberghe
18. Eugène Derbaix
19. chevalier Étienne de Vrière
20. Joseph Dumont
21. le duc Robert d'Ursel
22. MgrEugène Keesen (+ 16.8.1923) remplacé 18.9.1923 par Simon Deploige
23. Henri La Fontaine
24. Hector Lebon
25. Henricus Lefèvre (+11.12.1921)
26. Jules Lekeu
27. Daniël Leyniers
28. Henri Longville
29. Charles Magnette
30. Melchior (démissionne le 24.5.1922, remplacé par Gérard Rongy
31. Edmond Moyart (+ 6/10/1923) remplacé par Adrien Hulin
32. Romain Moyersoen(nl)[2]
33. Henri Renier
34. Pieter-Hendrik Spillemaeckers
35. Félix Struye
36. Louis Van Berckelaer
37. Auguste Van Ormelingen
38. Cyrille Van Overbergh
39. Arthur Verbrugge
40. Emile Vinck

### Cooptés (20)
1. Charles Dejace catholique
2. Armand Fraiture socialiste
3. Lieutenant-Général Cyriaque Gillain catholique
4. comte Eugène Goblet d'Alviella libéral
5. Camille Guyaux socialiste
6. Armand Hubert catholique
7. Mathieu Liesens (+ 12.9.1924) catholique
8. Arthur Ligy catholique
9. Georges Limage catholique
10. Alfred Lombard socialiste
11. Alfred Nerincx catholique
12. Ernest Nolf (libéral)
13. Marius Renard socialiste
14. Père Georges Rutten catholique
15. Alphonse Ryckmans (catholique), secrétaire
16. Mme Marie Spaak socialiste
17. Florent Van Cauwenbergh (+ 16.9.1923) remplacé 8.11.1923 par Georges Vercruysse (nl) catholique
18. Edouard Van Vlaenderen socialiste
19. Maurice Vauthier libéral
20. August Vermeylen socialiste